# Incêndio em Daca de 2010
O incêndio em Daca de 2010 foi um incêndio na cidade de Daca, Bangladesh, em 3 de junho de 2010, que matou pelo menos 124 pessoas (117 no local, outras mais tarde no hospital). O incêndio ocorreu na área de Nimtoli de Old Dhaka.

## Causa
O incêndio começou quando um transformador elétrico explodiu. O chefe do corpo de bombeiros especulou que o incêndio foi alimentado por perfumes, produtos químicos e outros produtos inflamáveis armazenados nas lojas. A densidade da área residencial afetada dificultou para os bombeiros reprimir o incêndio. Além disso, as ruas estreitas de Old Dhaka e as escadarias dos edifícios antigos dificultaram a entrada de equipamentos dos bombeiros na área.
O incêndio afetou vários edifícios residenciais na área de Nimtoli, e prendeu residentes dentro dos apartamentos. O incêndio começou às 22:30 e durou mais de três horas. Pelo menos 117 pessoas morreram e mais de 100 ficaram feridas no incêndio. O incêndio afetou também uma festa de casamento que ocorria naquele momento, que agravou as vítimas na festa. Um dos edifícios afetados pelo incêndio não possuía escada de incêndio e suas janelas eram cobertas por grades de metal.
Os feridos foram tratados no Dhaka Medical College Hospital, que lutou para lidar com o grande número de pacientes que sofreram queimaduras e inalação de fumaça. De acordo com um médico do hospital, a maioria das mortes parece ter sido causada pela inalação de fumaça, e não por queimaduras.
As operações de resgate cessaram em 4 de junho de 2010.

## Reações
Sheikh Hasina, a primeira-ministra, ordenou uma investigação sobre o incêndio. Ela também ofereceu condolências às vítimas e suas famílias. O governo anunciou que 5 de junho de 2010 seria um dia de luto. O time de críquete de Bangladesh, que entrou em campo no dia seguinte ao incêndio em sua turnê pela Inglaterra, usava uma braçadeira preta como lembrança.

## Assistência financeira
Mirza Ali Behrouze Ispahany, o presidente do M.M. Ispahani, veio com ajuda financeira para as vítimas.